# Ennomos koreennomos
Ennomos koreennomos là một loài bướm đêm trong họ Geometridae.